# Michel Jazy
Michel Jazy (Oignies, 13 juni 1936 – Dax, 1 februari 2024) was een Franse atleet, gespecialiseerd op de middellange afstand. Hij behoorde tot de wereldtop in de eerste helft van de jaren zestig, nam deel aan twee Olympische Spelen en veroverde daarbij eenmaal een zilveren medaille.

## Loopbaan
Jazy won het zilver op de Olympische Spelen van 1960 in Rome op de 1500 m. Op de volgende Spelen van 1964 in Tokio werd hij vierde op de 5000 m. Hij werd Europees kampioen op de 1500 m in 1962 en op de EK van 1966 won hij de 5000 m en werd hij tweede op de 1500 m. Hij verbeterde zeventien maal een Europees record en negenmaal een wereldrecord: op de 3000 m, de mijl en de minder gebruikelijke afstanden van 2000 m, twee mijl en de aflossing op de 4 x 1500 m.
In zijn actieve tijd was Jazy aangesloten bij CA Montreuil in Montreuil-sous-Bois. Na zijn sportieve loopbaan bleef hij met de sport verbonden. Zo riep hij in 1979 de klassieker 20 km van Parijs in het leven.
Hij overleed op 1 februari 2024 en werd 87 jaar oud.

## Titels
- Europees kampioen 1500 m - 1962
- Europees kampioen 5000 m - 1966
- Frans kampioen 800 m - 1961, 1962
- Frans kampioen 1500 m - 1956, 1957, 1958, 1960, 1963 en 1964
- Frans kampioen 5000 m - 1966
- Frans kampioen veldlopen - 1962, 1965, 1966

## Persoonlijke records
| Afstand     | Prestatie      | Datum           | Plaats                |
| ----------- | -------------- | --------------- | --------------------- |
| 800 m       | 1.47,1         | 1966            |                       |
| 1000 m      | 2.19,1         | 1963            |                       |
| 1500 m      | 3.36,3 (ex-ER) | 15 juni 1966    | Rennes                |
| 1 Eng. mijl | 3.53,6 (ex-WR) | 9 juni 1965     | Rennes                |
| 2000 m      | 4.56,2 (ex-WR) | 12 oktober 1966 | Saint-Maur-des-Fossés |
| 3000 m      | 7.49,0 (ex-WR) | 23 juni 1965    | Melun                 |
| 2 Eng. mijl | 8.22,6 (ex-WR) | 23 juni 1965    | Melun                 |
| 5000 m      | 13.27,6        | 30 juni 1965    | Helsinki              |
| 10.000 m    | 29.03.2        | 1965            |                       |

## Palmares

### 800 m
- 1961:  Franse kamp. - 1.49,9
- 1962:  Franse kamp. - 1.48,2

### 1500 m
- 1960:  Franse kamp. - 3.42,2
- 1960:  OS - 3.38,4
- 1962:  EK 3.40,9
- 1963:  Franse kamp. - 3.37,8
- 1964:  Franse kamp. - 3.41,5
- 1966:  EK - 3.42,2

### 5000 m
- 1964: 4e OS - 13.49,8
- 1966:  Franse kamp. - 13.49,8
- 1966:  EK - 13.42,8

### veldlopen
- 1962:  Franse kamp. (lange afstand)
- 1965:  Franse kamp. (lange afstand)
- 1966:  Franse kamp. (lange afstand)

- Bibliothèque nationale de France: cb140565775 (data)
- World Athletics: 14346885
- International Standard Name Identifier: 0000 0000 7840 5869
- Library of Congress Control Number: n2007068536
- Nederlandse Thesaurus van Auteursnamen: 437967492
- Système universitaire de documentation: 06023251X
- Virtual International Authority File: 43755678
- WorldCat: E39PBJtcCHFJTdWX8KpJQC6Myd